# Лінійні кораблі типу «Кінг Джордж V» (1911)
Лінійні кораблі типу «Кінг Джордж V» (не плутати з швидкими лінійними кораблями з цією ж назвою, побудованих наприкінці 1930-початку 1940) — це група з чотирьох дредноутів, побудованих для Королівського флоту  на початку 1910-х років, які іноді називали супердредноутами.

## Історія служби
Кораблі цього типу провели більшу частину своєї кар'єри у складі 2-ої ескадри лінійних кораблів Домашнього та Великого флотів, іноді виконуючи роль флагманів. У жовтні 1914 року «Одейшес» налетів на міну і затонув. Крім участі в невдалій спробі перехопити німецькі кораблі, які бомбардували Скарборо, Хартлпул і Вітбі наприкінці 1914 року, Ютландській битві в травні 1916 року та безрезультатній операції 19 серпня, коли німецький флот знову виходив у море, решта служби кораблів під час Першої світової війни загалом включала патрулювання та навчання в Північному морі.
Три вцілілі кораблі, були ненадовго переведені у резерв у 1919 році, а потім передані до Середземноморського флоту в 1920–1921 роках, де вони зіграли незначну роль у інтервенції союзників у Громадянську війну в Росії та Чанацькій кризі 1922 року. Перший корабель, який повернувся до Британії, «Кінг Джордж V», став навчальним кораблем у 1923 році, але два інші знову були поставлені в резерв після повернення наступного року. Наближення завершення будівництва двох лінійних кораблів типу «Нельсон» у 1927 році змусило наприкінці 1926 року продати «Кінг Джордж V» і «Аякс» на металобрухт, а «Центуріон» було перетворено на корабель-мішень, аби укластися у ліміти обмежень тоннажу згідно Вашингтонської військово-морської угоди.
Під час Другої світової війни «Центуріон» був переозброєний легкою артилерією і перетворений на блокшив, а потім був використаний як корабель-приманка з муляжами гарматних башт. «Центуріон» був відправлений в Середземне море в 1942 році для супроводу конвою на Мальту. Втім італійці швидко розгадали обман.
Корабель був навмисно затоплений під час вторгнення в Нормандію в 1944 році, щоб утворити хвилеріз.

## Конструкція
Замовлений як частина військово-морської програми 1910–1911 рр., тип «Кінг Джордж V» був збільшеною версією попереднього типу «Оріон»  з додатковим бронюванням, переглянутою схемою розміщення допоміжного озброєння та вдосконаленими засобами керування вогнем.  

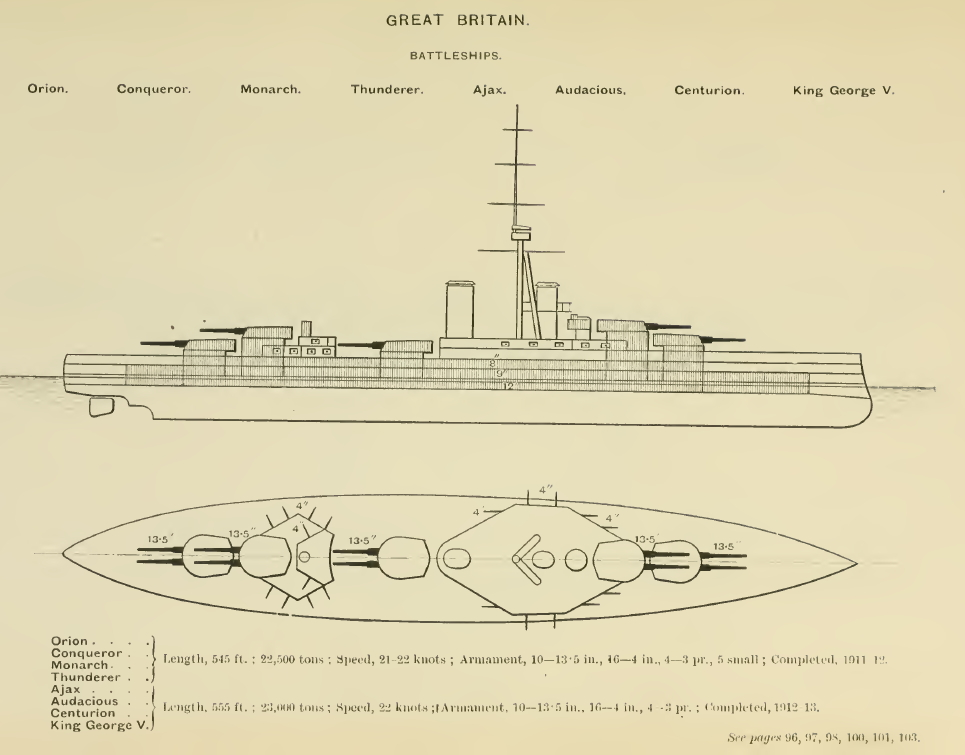
Види з правої сторони та плани лінійних кораблів типів «Оріон» і « Кінг Георг V » із військово-морського щорічника Брассі 1915 року, перед тим, як щоглу було переміщено вперед від трубою в останніх кораблях типу.

## Представники
| Назва                           | Будівництво                                         | Закладений           | Спущений на воду       | Вступив у стрій        | Доля                                   |
| ------------------------------- | --------------------------------------------------- | -------------------- | ---------------------- | ---------------------- | -------------------------------------- |
| Кінг Джордж V HMS King George V | Portsmouth Dockyard , Портсмут                      | 16 січня 1911 року   | 9 жовтня 1911 року     | 16 листопада 1912 року | Зданий на злам у 1926 році             |
| Сентуріон HMS Centurion         | Armstrong Whitworth, Девонпорт                      | 16 січня 1911 року   | 18 листопада 1911 року | 22 травня 1913 року    | Затоплений 7 червня 1944 року          |
| Ейджекс HMS Ajax                | Scotts Shipbuilding and Engineering Company, Грінок | 27 лютого 1911 року  | 21 березня 1912 року   | 31 жовтня 1913 року    | Зданий на злам у 1926 році             |
| Одейшес HMS Audacious           | Cammell Laird, Беркенгед                            | 23 березня 1911 року | 14 вересня 1912 року   | 15 жовтня 1913 року    | Підірвався на міні 27 жовтня 1914 року |